# 제10회 부천국제애니메이션페스티벌
제10회 부천국제애니메이션페스티벌은 2008년 11월 7일에 열린 시상식이다.

## 수상 및 후보

### 본상-PISAF대상
- 헤드기어 - Marie DELMAS 수상

### 본상-심사위원 특별상
- 몽상 - 배두호 수상

### 본상-우수상
- 레빗 펀치 - Kristian ANDREWS 수상

### 본상-관객상
- 구름이 되고 싶어! - 박송이 수상

### 본상-학생 심사위원상
- 꽃들의 이야기 - Heiko van der Scherm 수상

### 특별상- 유광선 상
- 돌아보다 - 이규태 수상
- 캣츠빌 - 조영성 외3명 수상

### 특별상- 부천대학장 상
- 옥타포디 - Julien BOCABEILLE 외5명 수상

### 특별상- 유한대학장 상
- 나의 분신 - Clement SOULMAGNON 외3명 수상

### 특별상- 농협부천시지부장 상
- 사무실 소음 - Mads JOHNSEN 외3명 수상